# Kapusta rzepak

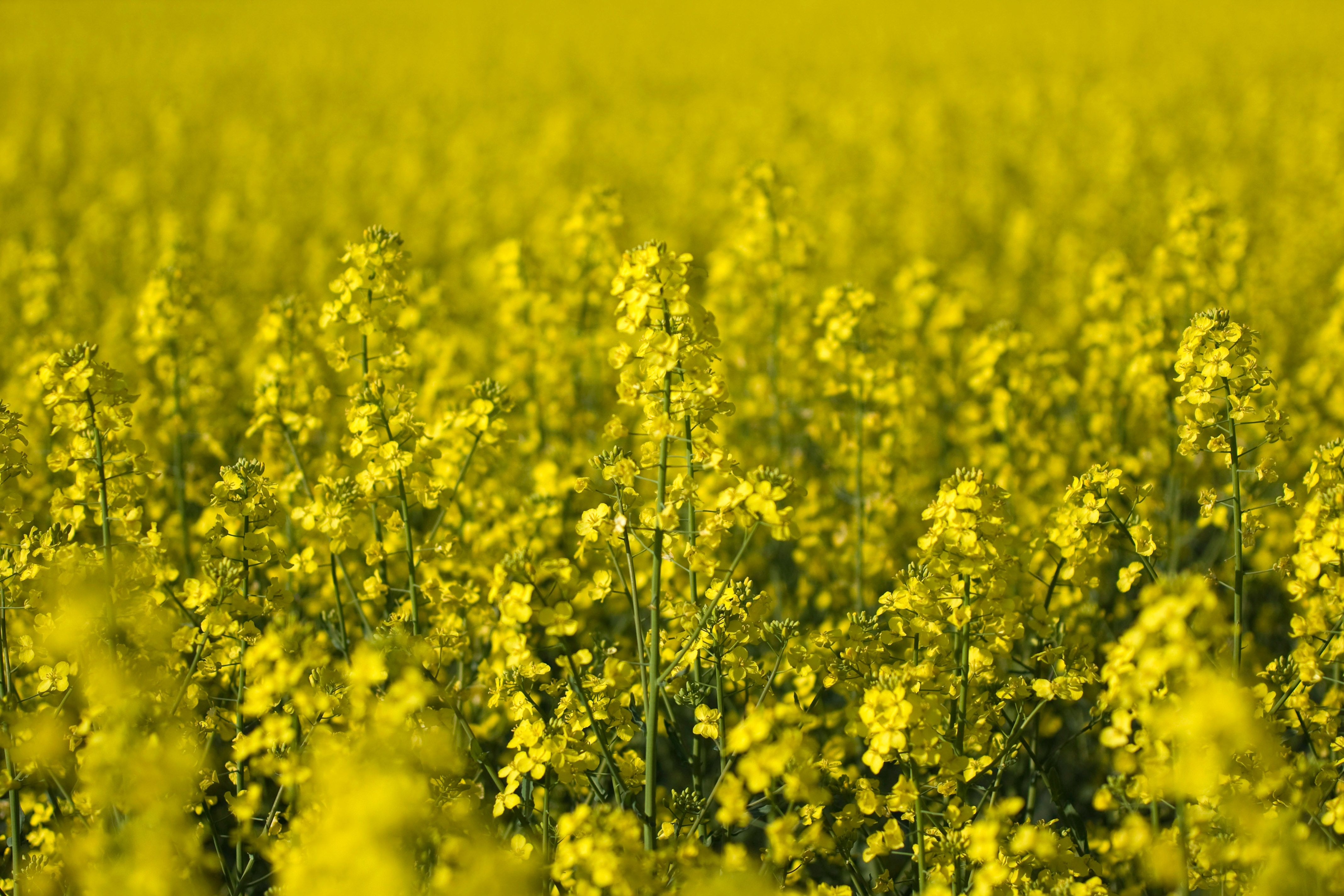
Pole kwitnącego rzepaku

Kapusta rzepak (Brassica napus L.) – gatunek rośliny jednorocznej lub dwuletniej, należący do rodziny kapustowatych. Nie rośnie dziko, występuje tylko w uprawie, czasami jednak przejściowo dziczeje z upraw. Status gatunku we florze Polski: kenofit, efemerofit.

## Morfologia
ŁodygaWytwarzają wysoką do 160 cm, nagą, pokrytą woskowym nalotem łodygę.
LiścieTe odziomkowe i dolne łodygowe posiadają ogonek, mają kształt liry. Górne obejmują łodygę, są lancetowate, zazwyczaj z ząbkowanymi krawędziami.

## Systematyka
Występują trzy odmiany:
- Brassica napus L. var. napobrassica (L.) Rchb. – brukiew (karpiel)
- Brassica napus L. var. napus – rzepak
- Brassica napus L. var. pabularia (DC.) Rchb. – rzepa naciowa